# Municipio de Troy (condado de Morrow)
El municipio de Troy (en inglés, Troy Township) es un municipio del condado de Morrow, Ohio, Estados Unidos. Tiene una población estimada, a mediados de 2022, de 1201 habitantes.

## Geografía
Está ubicado en las coordenadas 40°40′38″N 82°39′17″O / 40.67722, -82.65472. Según la Oficina del Censo de los Estados Unidos, tiene una superficie total de 38.1 km², de la cual 37.1 km² corresponden a tierra firme y 1.0 km² está cubierto de agua.

## Demografía
Según el censo de 2020, en ese momento había 1156 personas residiendo en la zona. La densidad de población era de 31.2 hab./km². El 95.33 % de los habitantes eran blancos, el 0.09 % era afroamericano, el 0.35 % eran amerindios, el 0.17 % eran asiáticos, el 1.12 % eran de otras razas y el 2.94 % eran de una mezcla de razas. Del total de la población, el 1.56 % eran hispanos o latinos de cualquier raza.

## Gobierno
El municipio está gobernado por una junta de tres administradores (trustees), que en 2023 está integrada por Michael W. Heston, Timothy Raney y David A. Baker.